# Guerra del Golf
|  | Aquest article es refereix a la guerra del 1990 - 1991 després de la invasió de Kuwait per l'Iraq. Per a altres guerres, vegeu guerra Iran-Iraq i invasió de l'Iraq de 2003 |

La guerra del Golf de 1991 va ser un conflicte bèl·lic entre Iraq i una coalició de forces de 34 estats sota un mandat de les Nacions Unides i liderades per l'exèrcit dels Estats Units. Les hostilitats, anomenades pels americans Operació Tempesta del Desert, van començar el gener de 1991 i van aconseguir l'objectiu aliat inicial d'expulsar els iraquians de Kuwait. La Guerra del Golf va acabar el 28 de febrer de 1991 amb la rendició de l'Iraq.

## Causes
L'origen de la guerra va ser la invasió iraquiana, ordenada pel president Saddam Hussein, de Kuwait al qual considerava part del territori iraquià. La invasió es va materialitzar el 2 d'agost de 1990; fet condemnat per les Nacions Unides.
A l'agost, l'exèrcit iraquià, dirigit pel dictador Saddam Hussein, va envair en un sol dia el veí Kuwait. L'objectiu era apoderar-se del petroli kuwaitià per eixugar les despeses i els desastres de la llarga guerra mantinguda amb l'Iran (1980-1988) que li havia costat mig milió de baixes. Ajuntant les seves reserves de cru a les kuwaitianes, Bagdad controlava el 20% de totes les del món.
D'altra banda, Saddam necessitava èxits en política internacional, ja que la Guerra Iran-Iraq havia quedat en taules: no hi havia acord de pau, no tornaven el 60.000 presoners iraquians i es continuava mantenint en peu de guerra un exèrcit d'un milió d'homes. En un moment en què la guerra freda semblava finalment desactivada, els occidentals s'enfrontaven a una crisi inesperada en un dels antics "taulers secundaris".

## Operació tempesta del desert

Operacions durant la guerra.

La reacció nord-americana i de part del món àrab va ser ràpida i enèrgica. Els primers van començar a enviar tropes a l'Aràbia Saudita només sis dies després de la invasió i la Lliga Àrab va condemnar l'acció iraquiana vuit dies després. Sobre aquestes accions es va organitzar una enorme coalició internacional antiiraquiana, amb el suport de l'ONU. Les tropes dels Estats Units representaven un 74% del milió de soldats de la Coalició, el desplegament militar més important des de la Segona Guerra Mundial contra el mig milió de soldats iraquians i milers de tancs i avions de combat. Amb l'URSS col·laborant en el Consell de Seguretat de l'ONU, semblava haver-se convertit en un instrument realment útil per imposar un Nou Ordre Mundial.
La suposada amenaça d'un nou xoc petrolier contribuïa a la resolució mostrada pels occidentals. Però, sobretot, existia una clara voluntat de corregir l'equilibri de forces en el sempre inestable Orient Mitjà, després de la descongelació de l'Europa oriental.
Les principals batalles van ser combats aeris i terrestres en la frontera d'Iraq i Kuwait o amb el límit amb Aràbia Saudita. Els atacs aeris es feren a centres de comanda i control iraqians, instal·lacions de comunicacions, magatzems de subministrament, i forces de reforç. La superioritat aèria sobre l'Iraq es guanyà abans que els principals combats de terra comencessin.
Els atacs inicials componien de Míssils creuer BGM-109 Tomahawk llançats des de vaixells, bombarders camuflats Lockheed F-117 Nighthawk amb bombes guiades per làsers, i aeronau armades amb míssils antiradar. Aquests primers atacs permeteren als caça bombarders guanyar la superioritat aèria sobre el país per continuar atacant amb bombes guiades.
Els Fairchild Republic A-10 Thunderbolt II atacaren les forces blindades iraquianes amb metralladores Gatling GAU-8 Avenger i míssils AGM-65 Maverick en suport de les tropes de terra nord-americanes, i els helicòpters d'atac disparaven míssils AGM-114 Hellfire i BGM-71 TOW. La flota aliada també usà els bombarders AWACS i Boeing B-52 Stratofortress.
La força aèria estava constituïda per més de 2.500 avions de combat, dels quals 1.800 nord-americans, que lluitaren contra una força iraquiana d'aproximadament 500 Mig-29 i caces Dassault Mirage F1. Més de 88.000 missions de combat foren dutes a terme per forces aliades amb més de 88.000 tones de bombes deixades caure al final de la cinquena setmana. La guerra no es va estendre més enllà a despit del llançament per part d'Iraq de míssils del tipus Scud que van impactar a ciutats d'Israel.
Les tropes iraquianes es van rendir el 28 de febrer de 1991 i en la seva retirada, van incendiar i deixar inutilitzats centenars de pous de petroli, suposant una gran pèrdua econòmica i greus conseqüències mediambientals. La guerra va ser curta però no tant com confiaven les forces aliades, ja que l'equipament de l'Iraq era millor del que havien previst. L'objectiu de derrocar a Saddam Hussein no es va aconseguir. El cost econòmic de la guerra es calcula pels aliats al voltant de 61.100 milions de dòlars (la major part d'aquest import el van pagar els altres països aliats, no els Estats Units). No es coneixen les dades del cost econòmic de les operacions militars empreses per l'Iraq. A més es van cremar els pous de petroli de Kuwait amb danys ambientals afegits als econòmics.
Hi va haver un control informatiu estricte per part de les autoritats militars (iraquianes i aliades) en aquesta primera guerra que es presentava com la primera guerra transmesa en directe per televisió.

## Víctimes de la guerra del Golf
El nombre de víctimes per als dos bàndols durant els dos mesos de batalles va ser relativament baix: 
- Iraq va esmentar la xifra de 2.300 civils morts en els atacs aeris a ciutats iraquianes.
- No hi ha dades de font iraquiana sobre morts en combat, s'ha de tenir en compte que es tracta d'una informació d'ús estratègic durant una guerra.
- Segons fonts aliades, que fan una estimació indirecta basada en declaracions dels presoners de guerra i altres informacions, hi va haver per part de l'Iraq 10.000 morts en atacs aeris i uns altres 10.000 en el camp de batalla (les previsions inicials nord-americanes de morts iraquians eren 10 vegades superiors a les esmentades)
- Les baixes aliades van ser inferiors a 1.000 (xifra oficial 378) i menys de 1.000 ferits. L'amenaça més important per a les de la coalició van ser atacs amb míssils Scud des de l'Iraq, que van ser la principal causa de baixes dels Estats Units.[7]
- Molts dels soldats americans van patir trastorns psíquics i la seva descendència un alt percentatge de malformacions genètiques.

## Conseqüències
La Guerra del Golf va ser un episodi d'un conflicte molt llarg i complex, s'esmenten només les conseqüències que de forma immediata i cronològica segueixen al final d'aquesta guerra.
- Establiment de zones de protecció, amb exclusió aèria, en les parts de l'Iraq de majoria xiïta i kurda.
- Sancions econòmiques establertes per l'ONU en resposta a la no col·laboració iraquiana en la inspecció d'armament. L'UNICEF (Organisme de l'ONU per la infantesa) va calcular que el manteniment de les sancions, que afectaven l'entrada a Iraq també de medicaments va ser la causa de mort de 90.000 nens.